# Isonzo
Pour les articles ayant des titres homophones, voir Soca, Socca et Soka.
L'Isonzo (en slovène : Soča) est un fleuve qui longe approximativement la frontière entre la Slovénie, où il a sa source, et l'Italie, où se trouve son embouchure sur la mer Adriatique. Sa vallée fut le siège de sanglants combats pendant la Première Guerre mondiale.

## Géographie

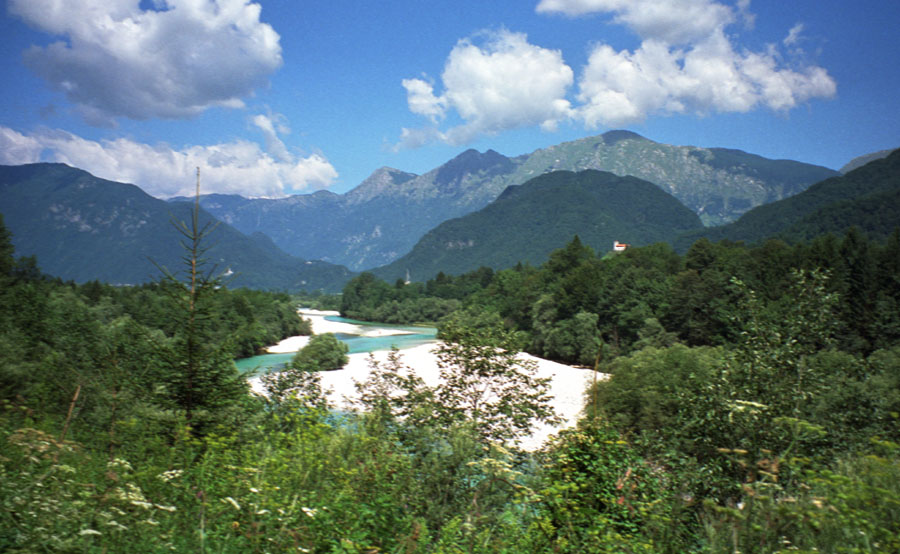
L’Isonzo près de Kobarid.

Le fleuve est long d'environ 136 km. Sa source se situe en Slovénie dans la vallée de Trenta dans les Alpes Juliennes à environ 1 100 mètres d'altitude. Son trajet l'emmène dans le parc national du Triglav où se situe le plus haut sommet du pays, le Triglav (2864 m). Ensuite il se dirige vers les localités de Bovec, Kobarid, Tolmin, Kanal ob Soči, Nova Gorica. Il traverse alors la frontière avec l'Italie, traverse la localité de Gorizia et termine sa course dans la mer Adriatique à proximité de la localité de Monfalcone.

## Histoire
Les Romains connaissent l'Isonzo sous le nom d’Aesontius. Des inscriptions votives en l'honneur de la divinité du fleuve ont été retrouvées. Probablement vers 14 ap. J.-C., ils construisent un pont sur le fleuve, au niveau de l'actuelle localité de Mainizza (commune de Farra d'Isonzo), et y établissent une mansio. Cette mansio porte le nom de Pons Sonti sur la Table de Peutinger. Ce pont fait partie de la voie menant d'Aquilée vers Emona (aujourd'hui Ljubljana, en Slovénie), qui est peut-être la via Gemina.
Lors de la première campagne d'Italie (1796-1797), l'Isonzo fut traversée par les troupes françaises qui poursuivaient les troupes autrichiennes.
Avant 1918, la Slovénie actuelle faisait partie intégrante de l'empire d'Autriche-Hongrie. 
Après l'entrée en guerre de l'Italie contre l'empire lors de la Première Guerre mondiale (1915), la vallée de l'Isonzo fut le théâtre de nombreux combats, que l’on nomme les douze batailles de l'Isonzo. 
Entre juin 1915 et novembre 1917, plus de 300 000 soldats italiens et austro-hongrois perdirent la vie pour des résultats minimes quant au déplacement du front.

## Faune et flore
L'Isonzo abrite une espèce endémique de truite, la truite marbrée que l'on pensait disparue à la suite de l'introduction entre la Première et la Seconde Guerre mondiale d'autres espèces non indigènes et concurrentes, mais dont on a retrouvé huit petites populations dans les gorges de la Zadlascica. Menacée de disparition, cette truite bénéficie depuis le début des années 2000 d'un plan de sauvegarde en vue de repeupler son aire de répartition originelle.

## Culture populaire
En Slovénie, le cours d'eau est surnommé « La Beauté d'Emeraude » à cause de sa couleur. Le poète slovène Simon Gregorčič s'en est inspiré dans son plus célèbre poème intitulé Soči. Il s'agit d'une œuvre importante de la culture poétique slovène.
Les paysages de la région ont servi de lieux de tournage pour le film Disney sorti en 2008 intitulé Le Monde de Narnia : Le Prince Caspian.